# Чемпіонат Туру WTA 2008
Чемпіонат Туру WTA 2008 (також знаний під назвою Sony Ericsson WTA Tour Championships за назвою спонсора) — жіночий тенісний турнір, що проходив на відкритих кортах з твердим покриттям. Це був 38-й за ліком завершальний турнір сезону в одиночному розряді і 33-й - у парному. Відбувся на кортах Khalifa International Tennis Complex у місті Доха (Катар) з 4 до 9 листопада 2008 року.

## Переможниці та фіналістки

### Одиночний розряд
Вінус Вільямс —  Віра Звонарьова, 6–7(5–7), 6–0, 6–2.
- Для Вінус Вільямс це був 3-й титул за сезоні 39-й - за кар'єру. Це була її перша перемога на завершальному турнірі сезону.

### Парний розряд
Кара Блек /  Лізель Губер —  Квета Пешке /  Ренне Стаббс, 6–1, 7–5.

## Кваліфікація
На турнір кваліфікувалися 8 найкращих гравчинь Туру WTA 2008. Ще дві гравчині вирушили до Дохи як запасні на той випадок, якщо хтось із основних гравчинь зніметься з турніру.
- Єлена Янкович (4786)[1]
- Дінара Сафіна (3823)
- Серена Вільямс (3681)
- Олена Дементьєва (3400)
- Ана Іванович (3353)[1]
- Віра Звонарьова (2626)
- Світлана Кузнецова (2627)
- Вінус Вільямс (2524)

### Запасні
- Агнешка Радванська (2256)
- Надія Петрова (1914)

### Гравчині, що знялися з турніру
- Марія Шарапова (2515)[2]

### Кваліфікантки в парному розряді
- Кара Блек /  Лізель Губер (6158)[3]
- Анабель Медіна Гаррігес /  Вірхінія Руано Паскуаль (2809)
- Квета Пешке /  Ренне Стаббс (2614)
- Ай Суґіяма /  Катарина Среботнік (2542)

## Шлях на Чемпіонат

### Одиночний розряд
- Гравчині на  золотому  тлі кваліфікувалися на турнір.
- Гравчині на  брунатному  тлі мали право бути запасними, але відмовилися від участі.
- Блакитним  показано запасних гравчинь.

| Місце | Гравчиня           | Великий шолом | Великий шолом | Великий шолом | Великий шолом | Tier I  | Tier I   | Tier I   | Tier I   | Tier I   | Tier I  | Tier I  | Tier I | Tier I  | Найкращі результати на інших турнірах | Найкращі результати на інших турнірах | Найкращі результати на інших турнірах | Найкращі результати на інших турнірах | Найкращі результати на інших турнірах | Найкращі результати на інших турнірах | Загалом очок | Турнірів |
| ----- | ------------------ | ------------- | ------------- | ------------- | ------------- | ------- | -------- | -------- | -------- | -------- | ------- | ------- | ------ | ------- | ------------------------------------- | ------------------------------------- | ------------------------------------- | ------------------------------------- | ------------------------------------- | ------------------------------------- | ------------ | -------- |
| Місце | Гравчиня           | AUS           | FRA           | WIM           | USO           | DOH     | IW       | MIA      | CHA      | BER      | ITA     | CAN     | TOK    | MOS     | 1                                     | 2                                     | 3                                     | 4                                     | 5                                     | 6                                     | Загалом очок | Турнірів |
| 1     | Єлена Янкович      | ПФ 450        | ПФ 450        | 1/8Ф 140      | Ф 700         | ЧФ 110  | ПФ 210   | Ф 350    | ЧФ 110   | ЧФ 110   | П 430   | ЧФ 110  | ЧФ 110 | П 430   | П 300                                 | П 275                                 | ПФ 125                                | ПФ 125                                |                                       |                                       | 4,786        | 21       |
| 2     | Дінара Сафіна      | 1/64Ф 2       | Ф 700         | 1/16Ф 90      | ПФ 450        | 1/8Ф 60 | 1/16Ф 40 | ЧФ 125   | 1/16Ф 35 | П 430    | A 0     | П 430   | П 430  | ПФ 195  | П 275                                 | О 245                                 | Ф 100                                 | ЧФ 75                                 | ЧФ 35                                 |                                       | 3,823        | 20       |
| 3     | Серена Вільямс     | ЧФ 250        | 1/16Ф 90      | Ф 700         | П 1000        | A 0     | A 0      | П 500    | П 430    | ЧФ 110   | ЧФ 110  | A 0     | A 0    | A 0     | П 275                                 | ПФ 125                                | ЧФ 90                                 | 1/8Ф 1                                |                                       |                                       | 3,681        | 12       |
| 4     | Олена Дементьєва   | 1/8Ф 140      | ЧФ 250        | ПФ 450        | ПФ 450        | A 0     | A 0      | ЧФ 125   | ПФ 195   | Ф 300    | A 0     | 1/16Ф 1 | ЧФ 110 | ПФ 195  | G 353                                 | П 275                                 | П 165                                 | ПФ 125                                | Ф 100                                 | ЧФ 75                                 | 3,400        | 18       |
| 5     | Ана Іванович       | Ф 700         | П 1000        | 1/16Ф 90      | 1/32Ф 60      | 1/8Ф 60 | П 465    | 1/16Ф 45 | A 0      | ПФ 195   | 1/16Ф 1 | 1/8Ф 60 | 1/8Ф 1 | 1/8Ф 1  | П 275                                 | ПФ 125                                | ПФ 125                                | ЧФ 70                                 | ЧФ 70                                 |                                       | 3,353        | 17       |
| 6     | Віра Звонарьова    | 1/64Ф 2       | 1/8Ф 140      | 1/32Ф 60      | 1/32Ф 60      | Ф 300   | ЧФ 115   | ПФ 225   | Ф 300    | A 0      | 1/8Ф 60 | 1/16Ф 1 | A 0    | Ф 300   | B 175                                 | Ф 190                                 | П 140                                 | ПФ 125                                | П 115                                 | Ф 80                                  | 2,626        | 24       |
| 7     | Світлана Кузнецова | 1/16Ф 90      | ПФ 450        | 1/8Ф 140      | 1/16Ф 90      | 1/8Ф 60 | Ф 325    | ПФ 225   | A 0      | 1/8Ф 60  | 1/8Ф 60 | ЧФ 110  | Ф 300  | ЧФ 110  | Ф 190                                 | Ф 190                                 | Ф 190                                 | 1/8Ф 1                                | 1/32Ф 1                               |                                       | 2,623        | 18       |
| 8     | Вінус Вільямс      | ЧФ 250        | 1/16Ф 90      | П 1000        | ЧФ 250        | 1/8Ф 60 | A 0      | ЧФ 125   | A 0      | A 0      | ЧФ 110  | A 0     | A 0    | 1/16Ф 1 | П 275                                 | ПФ 140                                | ПФ 125                                | ЧФ 90                                 | 1/16Ф 1                               |                                       | 2,522        | 13       |
| 9     | Марія Шарапова     | П 1000        | 1/8Ф 140      | 1/32Ф 60      | A 0           | П 430   | ПФ 210   | A 0      | ЧФ 110   | A 0      | ПФ 195  | 1/8Ф 60 | A 0    | A 0     | П 275                                 |                                       |                                       |                                       |                                       |                                       | 2,515        | 9        |
| 10    | Агнешка Радванська | ЧФ 250        | 1/8Ф 140      | ЧФ 250        | 1/8Ф 140      | ПФ 195  | ЧФ 115   | 1/32Ф 1  | 1/16Ф 35 | 1/8Ф 60  | 1/8Ф 60 | A 0     | ЧФ 110 | A 0     | П 275                                 | П 140                                 | ПФ 125                                | П 115                                 | ПФ 50                                 | 1/8Ф 40                               | 2,256        | 23       |
| 11    | Надія Петрова      | 1/8Ф 140      | 1/16Ф 90      | ЧФ 250        | 1/16Ф 90      | 1/32Ф 1 | A 0      | 1/32Ф 1  | A 0      | 1/16Ф 35 | 1/32Ф 1 | 1/8Ф 60 | ПФ 195 | ЧФ 110  | Ф 215                                 | Ф 190                                 | П 140                                 | П 140                                 | ЧФ 70                                 | ЧФ 70                                 | 1,914        | 24       |